# Tacheocampylaea tacheoides
Tacheocampylaea tacheoides is een slakkensoort uit de familie van de Helicidae. De wetenschappelijke naam van de soort is voor het eerst geldig gepubliceerd in 1909 door Pollonera.